# Berliner Hostienschänderprozess

Urteilsverkündung vor der Berliner Marienkirche (aus dem Sumarius von 1511)

Der Berliner Hostienschänderprozess war ein gegen die in der Mark Brandenburg ansässigen Juden geführter Prozess, denen Hostienfrevel und Kindesmord unterstellt wurde. Im Ergebnis wurden 39 Juden zum Feuertod verurteilt und am 6. Juli 1510 verbrannt, zwei weitere starben nach vorheriger Taufe unterm Schwert. 60 inhaftierte Juden mussten, nachdem sie Urfehde geleistet hatten, noch im Laufe des Jahres das Land verlassen.

## Historischer Hintergrund

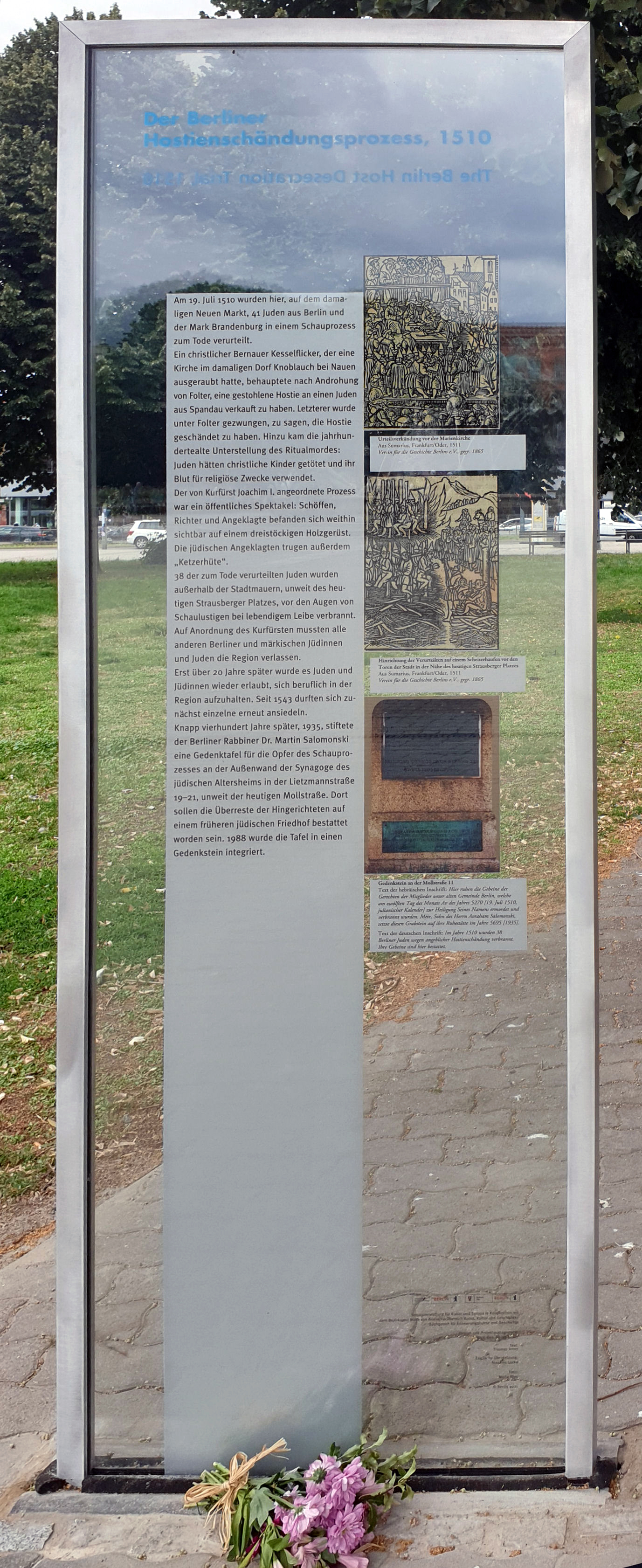
Gedenktafel, Karl-Liebknecht-Straße 8, in Berlin-Mitte

Im Berliner Hostienschänderprozess war 1510 gegen die in der Mark Brandenburg ansässigen Juden Anklage wegen Hostienfrevel und Kindesmord erhoben worden. Anlass dafür bot der Einbruch in die Kirche von Knoblauch und der damit verbundene Diebstahl einer vergoldeten Monstranz und zweier geweihter Hostien. Der angebliche Täter, der Bernauer Paul Fromm – mal als Kesselflicker, ein anderes Mal als Kesselschmied von Beruf erwähnt –, soll aus der Knoblaucher Kapelle eine Monstranz und eine Hostienbüchse mit zwei geweihten Hostien gestohlen haben. Nach seiner Verhaftung gab Fromm unter Folter zu Protokoll, den größten Teil der Hostien an den Juden Salomon aus Spandau verkauft zu haben. Im nun folgenden Prozess wurden ca. 100 verdächtigte Juden nach Berlin gebracht. Ihnen wurde nicht nur Hostienfrevel vorgeworfen – sie sollen versucht haben Teile einer geweihten Hostie in ihre Mazzen einzubacken –, sondern auch die Marterung und Ermordung von sieben Christenkindern.
Eine Flugschrift berichtete über den angeblichen Hostienfrevel in der Ortschaft Knobloch:

„Aber Salomon, der jud, hat das hochwirdig Sacrament genomen auf ain eck aines tisch gelegt / darauf auß hässigem, jüdischem, angepornen nedt / mermals gehawen / gestochen / edoch hat er das nicht verwunden mügen / biß so lang das er zu zorn bewegt / und under vil andern ungestümen worten geflucht / und gesprochen: Bistu der Cristen got / so erzad dich in tausendt teüfel namen. Auf der stund hat sich von dem stich / der helig fronlechnam Cristi / wunderbarlich in drej tail […] getailt. Also / das die örtter [=Stellen] blutfarbig sind gewesen.“

Die Juden wurden als gehässige Neider des christlichen Glaubens stilisiert, die sich vergeblich an der geweihten Hostie zu schaffen machten. Als unmittelbare Antwort auf den jüdischen Fluch soll sich die Hostie dann auf wundersame Weise zerteilt und verfärbt haben. Das Eingeständnis solcher wundersamen Geschichten wurde einzelnen Juden zumeist unter Folter abgepresst. Die „entdeckten“ so genannten „Beweisstücke“ wurden im Brandenburger Dom ausgestellt, die Resonanz beim gläubigen Volk war jedoch geringer als vom Klerus erhofft.
Am 6. Juli 1510 wurden im Ergebnis des Prozesses 39 Juden verbrannt, zwei weitere nach vorheriger Taufe enthauptet. Paul Fromm starb, nachdem er durch Berlin und Cölln geführt und mit glühenden Zangen gerissen worden war, ebenfalls den Feuertod. 60 noch in Haft befindliche Juden mussten, nachdem sie Urfehde geleistet hatten, im Laufe des Jahres die Mark Brandenburg verlassen.
Der Berliner Prozess stimmte in zahlreichen Details mit dem Sternberger Hostienschänderprozess von 1492 überein.

## Politische Folgen
Dem Prozess folgte eine große Judenverfolgung, in deren Ergebnis alle Juden aus der Mark Brandenburg ausgewiesen wurden. Historiker, die sich mit dem Ereignis befassten, gaben hierfür unterschiedliche Gründe an. Viele jüdische Grabsteine kamen nach Vertreibung der Juden ins Fundament der zu dieser Zeit im Bau befindlichen Spandauer Zitadelle. Von 1511 bis 1535 lebten keine Juden mehr in der Mark. Durch die Ausweisung der Juden entledigten sich die Stände ihrer Gläubiger, diese hatten die Vertreibung der Juden bereits 1503 vom Kurfürsten gefordert. Die Stände sollen vom Kurfürsten gefordert haben, dass die Juden am Michaelstag, dem 29. September, das Land verlassen sollten. Ob es eine diesbezügliche Anordnung der Kurfürsten gab, ist nicht bekannt, eher aber nicht. Denn im Jahre 1509 wurden die Schutzbriefe für 30 Juden verlängert bzw. befristet für 3 Jahre neu ausgestellt. Diese 30 Juden lebten in Stendal, Gardelegen, Salzwedel, Seehausen, Werben, Tangermünde, Havelberg, Kyritz, Pritzwalk, Perleberg, Lenzen, Brandenburg an der Havel, Nauen und Cottbus. Man geht davon aus, dass ca. 400 bis 500 Juden zu dieser Zeit in der Mark Brandenburg lebten, die das Privileg hatten, Geldleihgeschäfte zu betreiben, also im Gegensatz zu den Christen Geld gegen Zinsen verleihen durften. Ihr Zins war auf 2 Pfennige für 1 Gulden pro Woche begrenzt. Auch durften sie Handel treiben, Fleisch kaufen und baden. Die Genehmigung, einen Rabbiner zu haben, der neben seiner religiösen Tätigkeit auch als Richter die Streitigkeiten unter den Juden regeln sollte, musste zusätzlich erkauft werden.
Erst nach dem Tode des Kurfürsten Joachim I. 1535 wurde Juden aus Polen der Besuch von offenen Jahrmärkten in der Neumark durch dessen neuen Herrscher Hans von Küstrin gestattet, 1539 folgte dann die Öffnung der gesamten Mark zu Handelszwecken durch den Kurfürsten Joachim II., welcher ab 1543 wieder Juden in die Mark aufnahm, darunter seinen jüdischen Hofdiener Michael, der ihm sowohl ein Diener als auch ein Getreuer war. Michael und seine Frau Merle waren beide wohnhaft in Frankfurt (Oder) und besaßen zudem noch zwei Häuser in Berlin. Der Grund für die Aufnahme der Juden dürfte in der großen Schuldenlast nach dem missglückten Türkenfeldzug zu finden sein. Martin Luther war ein Gegner der Aufnahme der Juden, er warnte den Kurfürsten vor der „jüdischen Tücke“ und lehnte deren Zulassungen ab. Im Jahre 1555 äußerte der Kurfürst Joachim II., dass die Christen nunmehr im verbotenen Münzgeschäfte, Wucher und anderem unziemlichen Handel „der Juden Meister“ seien. Die Städte jedoch widersprachen dem und meinten, dass der Wucher der Christen nicht so schädlich sei, da diese schließlich keine Pfänder nahmen, sondern nur Verschreibungen oder Bürgen verlangten.
Der Jude Lippold wurde am 20. Januar 1556 für die Dauer von 10 Jahren zum obersten Aufseher aller märkischen Juden erklärt. Lippold, aus Prag stammend, war um 1550 in die Mark gekommen. Die Aufgabe Lippolds war es, alle Schutz- und Geleitbriefe zu überprüfen und die Münzstätten zu kontrollieren, etwaige Verstöße hatte er sofort anzuzeigen. Kurfürst Joachim II. starb in der Nacht vom 2. zum 3. Januar 1571, sein Sohn und Nachfolger Kurfürst Johann Georg ließ umgehend am 3. Januar 1571 die Juden von Frankfurt (Oder) und Berlin festsetzen. Lippold wurde verhaftet und am 28. Januar 1573 hingerichtet. Die Synagoge in der Klosterstraße zu Berlin wurde im Verlauf von Unruhen, zu denen es aufgrund der neuerlichen Judenverfolgung kam, zerstört. 1573 mussten die Juden, wie bereits 62 Jahre zuvor, die Mark Brandenburg verlassen, die meisten von ihnen zogen nach Polen und Böhmen.
Weitere 100 Jahre sollten nunmehr vergehen, ehe nach Ende des Dreißigjährigen Krieges wieder Juden in der Mark ansässig wurden. Als 1750 das Generalprivileg erlassen wurde, zählte man in Brandenburg 4.716 Juden, davon 2.188 in Berlin.

## Gedenken

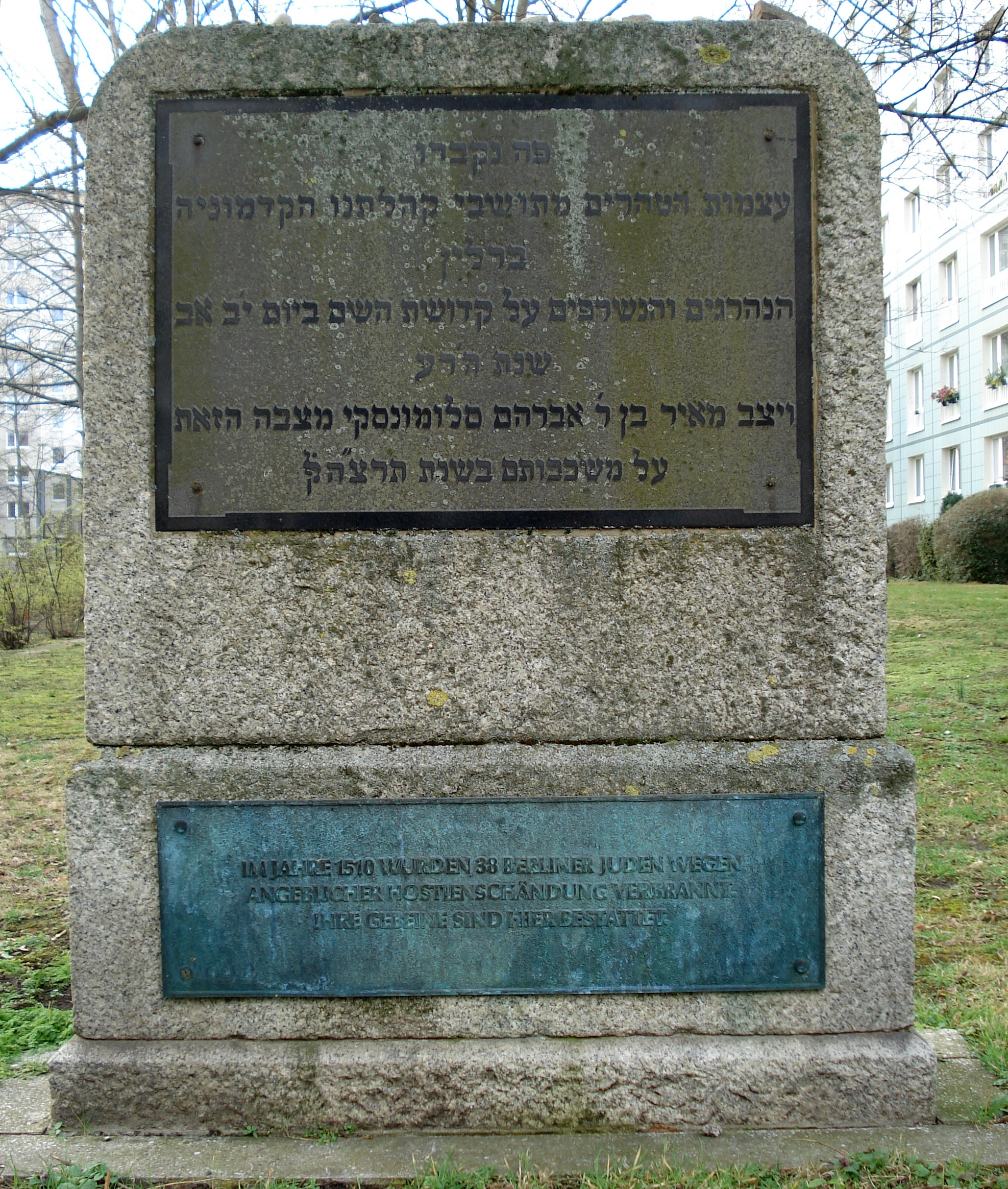
Gedenkstein für die Opfer der Berliner Judenverbrennung in der Mollstr. 11

Im Jahr 1935 stiftete der Berliner Rabbiner Martin Salomonski eine Metalltafel, die er an der Synagoge des Altersheimes Lietzmannstraße anbringen ließ. In deren Nähe waren die sterblichen Überreste der hingerichteten Juden beerdigt worden. Die Tafel ist erhalten geblieben und wurde 1988 in einen Gedenkstein integriert. Als Stifter verewigte sich Salomonski auch namentlich. Der Text der hebräischen Inschrift lautet auf Deutsch:
| Hier ruhen die Gebeine der Gerechten unter den Mitgliedern unserer ersten Gemeinde in Berlin. Sie wurden als Märtyrer ermordet und am 12. Aw 5270 verbrannt. Diese Gedenktafel wurde von Meir, dem Sohn von Abraham Salomonski, im Jahr 1935 angebracht. |

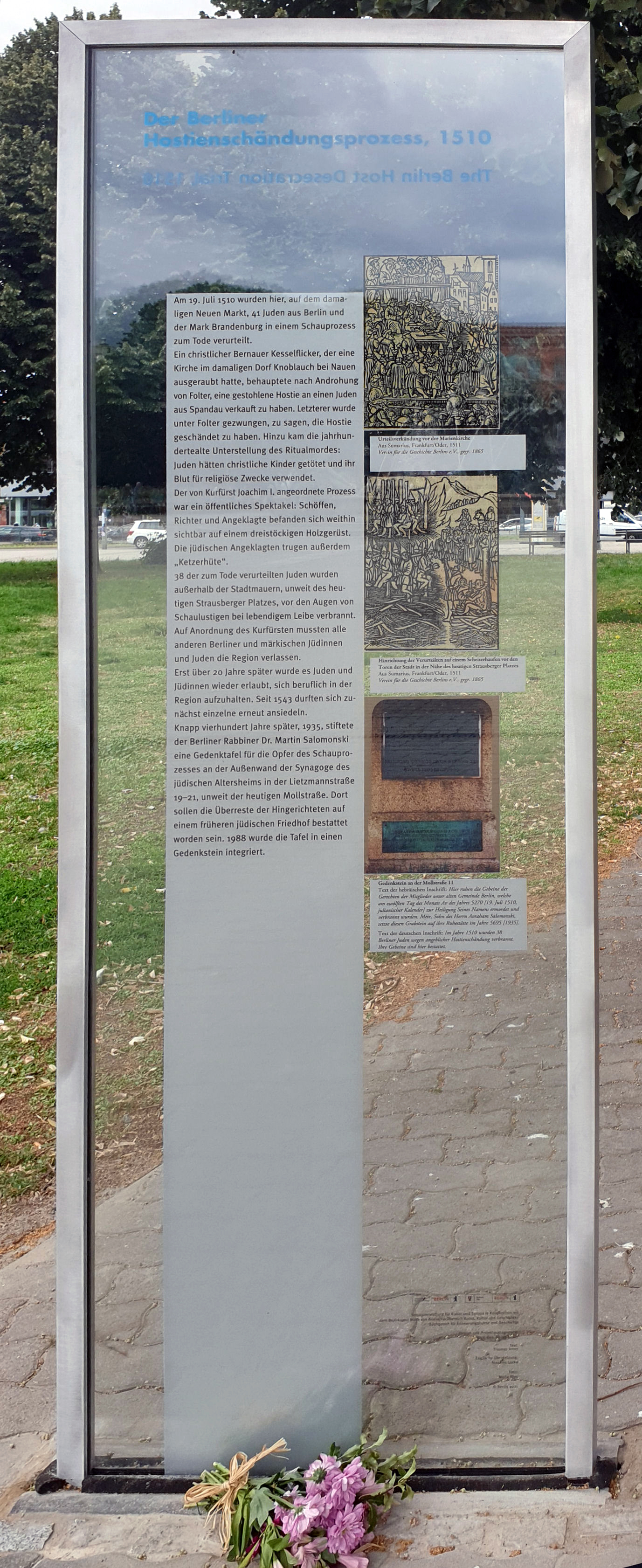
Gedenktafel am Alexanderplatz (2021)

Am 19. Juli 2021 ließ der Berliner Senat nahe der Marienkirche eine Stele mit Informationen auf Deutsch und in Englisch aufstellen. An diesem Ort, dem damaligen Neuen Markt, waren 511 Jahre zuvor die Todesurteile gegen den Kesselflicker Paul Fromm und 41 Juden aus Berlin und Brandenburg ergangen.